# Diaková
Diaková és un poble i municipi d'Eslovàquia que es troba a la regió de Žilina, al centre-nord del país. El 2017 tenia 424 habitants.

## Demografia
| Godina             | 1994 | 2004   | 2014    | 2024    |
| ------------------ | ---- | ------ | ------- | ------- |
| Nombre de persones | 222  | 243    | 349     | 595     |
| Diferència         |      | +9,45% | +43,62% | +70,48% |

| Godina             | 2023 | 2024   |
| ------------------ | ---- | ------ |
| Nombre de persones | 576  | 595    |
| Diferència         |      | +3,29% |